# Antoine Marius Gianelli
Ne doit pas être confondu avec Antoine-Marie Gianelli.
Antoine Marius Gianelli est un peintre-voyageur français, d'origine corse, né à Marseille le 28 août 1896 et mort dans la même ville le 23 mars 1983.

## Biographie
Né d'un père marin, originaire de l'Ile-Rousse et d'une mère ajaccienne, il fait preuve très tôt de prédispositions pour le dessin et la peinture. Formé par Marius Guindon à l'école des Beaux-Arts de Marseille, il devient ensuite l'élève de Jean-Paul Laurens et Fernand Cormon à Paris. Après la Première Guerre mondiale, il s'installe dans le quartier de Rive Neuve sur la rive sud du Vieux-Port. C'est alors un peintre très pauvre qui, comme les marins marseillais, porte le bleu de Shanghaï. C'est l'époque où il fréquente la mouvance de la jeune peinture marseillaise, Antoine Serra, Louis Toncini; ou encore François Diana dans les mouvements progressistes des Peintres Prolétariens devenus par la suite Peintres du Peuple.
Dans ses peintures, irradiées de lumière, Gianelli prend soin des couleurs qu'il réunit dans des scènes simples aux accords harmonieux, s'inscrivant dans la démarche d'André Derain, pour qui « le grand danger de l'Art, c'est l'excès de culture ». Gianelli œuvre modestement, sans tapage.
On a coutume de scinder l'œuvre de cet artiste provençal en deux périodes :
1. Gianelli jeune, dynamique et aventureux, maître d'une œuvre grandiose, à l'échelle des fresquistes du Quattrocento, réalisée principalement dans les territoires français d'outre-mer, avant le dernier conflit mondial. Ces voyages, il peut les accomplir grâce à une bourse d'études obtenue en 1922. Entre 1924 et 1930, on le trouve au Congo, aux Antilles, à Cuba et à Haïti. De 1931 à 1934, il est en Guadeloupe où il reçoit des commandes pour assurer la décoration intérieure de plusieurs  édifices publics et religieux, parmi lesquels l'église paroissiale Saint André de Morne-à-l'Eau[4], la chambre d'agriculture de Pointe-à-Pitre, la mairie de Marie-Galante. Les liens qu'Antoine Gianelli a établi avec le ministère des Colonies vont lui permettre de participer à l'Exposition coloniale de 1931 et à l'Exposition universelle de 1937 où il décore les pavillons de la Guadeloupe, des Îles, de Provence et de la Marine. En 1938, il rejoint Madagascar où il décore également des bâtiments publics, dont la mairie de Tamatave (aujourd'hui Toamasina[5].  Surpris par la guerre, Antoine Gianelli ne retournera en France qu'en 1946.
2. Gianelli assagi, après la coupure des années de guerre, repartant une ultime fois, en 1952, sur l'appel d'un administrateur averti, vers Madagascar[6], puis définitivement de retour dans sa ville natale en 1963 pour composer une œuvre de chevalet (natures mortes, nus, paysages provençaux).

À Marseille, il fréquente les « peintres du Péano », une nouvelle génération bohème qui s'est installée aux Arcenaulx, le quartier de ses débuts, et dont font partie entre autres Pierre Ambrogiani, Antoine Ferrari, Hubert Aicardi, Arsène Sari, Jo Berto, René Seyssaud, Auguste Chabaud, Louis Toncini, François Diana, Antoine Serra. 
Comme il le faisait déjà depuis 1958 où il avait reçu une médaille d'argent, il continuera à exposer au salon des artistes français jusqu'en 1981.
La ville de Marseille a consacré à Antoine Gianelli une rétrospective au musée du Vieux Marseille de novembre 1981 à février 1982, un an avant sa mort.
Antoine Gianelli fait partie des personnalités marseillaises enterrées au cimetière Saint-Pierre.

## Sélection d'œuvres

### Dans les collections publiques
Au musée du Quai Branly, Paris :
- Guadeloupéenne vers 1934, dessin  voir site culture.fr
- Scène antillaise : scène rurale du bar des îles, peinture à l'huile (1937)
- La Soufrière, peinture (1934)
- Retour de pêche à Saint-Barthélémy : l'Houëlmont, peinture
- Femme aux noix de coco, peinture
- Récolte de la canne à sucre, peinture à l'huile

Au Musée d'art moderne de la Ville de Paris :
- Marché en Afrique équatoriale (avant 1937), huile sur toile

Au Centre Pompidou, MNAM-CCI, Paris :
- Marché en Afrique équatoriale, 1937, huile sur toile voir site culture.fr

Au  Musée des Beaux-Arts, Marseille :  
- Cagnes-sur-Mer, 1935, huile sur toile

Au musée Cantini, Marseille :
- Les cases à Nossi Be, 1940, peinture à l'huile-papier blanc-contreplaqué

### Dans les collections privées
- Portrait du Félibrige Julien Pignol, Musée de Château Gombert, Musée du Terroir Marseillais[9]
- Enfant au gilet rouge (1971)
- Jeune fille au ruban (1971)
- Femmes du Marovaoay, Madagascar (1959)
- Malgache assise à la chevelure bleue (1958)
- La mère et l'enfant (dessin au crayon de la période malgache)
- La Fécondation de la vanille (1981)
- Le repos du modèle (1981)
- Reflet de la glace
- Nature morte au citron

## Citations
« La Corse a donné de nombreux fonctionnaires, des hommes de talent, un empereur et un peintre. Ce peintre c'est : GIANELLI »

— André Salmon, Nouvelle Revue Française et Gringoire, 1936